# Résolution 883 du Conseil de sécurité des Nations unies
Membres permanents
- Chine
- États-Unis
- France
- Royaume-Uni
- Russie

Membres non permanents
- Brésil
- Cap-Vert
- Djibouti
- Espagne
- Hongrie
- Japon
- Maroc
- Nouvelle-Zélande
- Pakistan
- Venezuela

Résolution no 882 Résolution no 884
La Résolution 883 (1993) est une résolution adoptée le 11 novembre 1993 par le Conseil de sécurité de l'ONU au cours de sa 3312e séance.
Cette résolution décide le gel des fonds et ressources financières détenues à l'étranger par le gouvernement ou des administrations publiques libyennes, ou encore par toute entreprise libyenne.
Ce régime de sanctions a été créé en raison du non-respect par la Libye des résolutions précédentes. elle vise à renforcer l'embargo contre ce pays accusé de terrorisme.

## Texte
- Résolution 883 Sur fr.wikisource.org
- Résolution 883 Sur en.wikisource.org